# Худогійн Перлее
Худогійн Перлее, справжнє ім'я — Дамдіни Перлее (монг. Хөдөөгийн Пэрлээ, 1911, Хентейський аймак, тепер Монголія — 1982, Улан-Батор, МНР) — монгольський поет, прозаїк, перекладач, історик. Першим переклав монгольською мовою «Заповіт» (1939) та низку інших віршів Т. Шевченка. Переклав «Слово о полку Ігоревім».
Літературну діяльність розпочав 1929 року. Автор збірок оповідань «Серед народу» (1955), «Намжіл та Ванжіл» (1965), збірок поезій «Монголи люблять мир» (1961) та інших творів.